# ケープ (ヘアスプレー)
ケープ(Cape)は、花王が発売しているヘアスプレーである。
主に髪型の持続として、整髪料などでのスタイリングの仕上げで使用される。女性をサポートするヘアスプレーブランドとしているが、男性の利用も可能。

## 使用方法
スタイリングの終わった乾いた髪にスプレーする。キープしたい部分に向かい軽くスプレーをする。その際、髪からは約15cm〜20cm離すこと。乾いた後にくしやブラシを通すと白く残る為、通さないこと。スプレーをした部分は丁寧に洗髪すること。
高圧ガスを使用した可燃性の製品のため、炎や火気の近くで使用しないこと。高温になると破裂の危険もある為、直射日光の当たる場所はストーブなどの近くには置かないこと。中身やガスが残っているとごみとして分別しにくく、廃棄物処理施設で作業している時に引火して、火災事故の原因となるため、使い切ってから捨てることを呼び掛けている。

## ラインナップ
- ケープ 3Dエクストラキープ（微香性・無香料）
- ケープ スーパーハード（微香性・無香料）
- ケープ ナチュラル&ケープ（微香性・無香料）
- ケープ ソフト（微香性）
- ケープ キープウォーター（ナチュラル・ハード（無香料））
- ケープ まとまりスタイル用（微香性・無香料）
- ケープ ふんわりスタイル用（微香性・無香料）
- ケープ フリーアレンジ（微香性・無香料）
- ケープ スタイルロック（微香性・無香料）